# Gordon Freeman

Dr. Gordon Freeman.

El Dr. Gordon Freeman és un personatge de ficció, el protagonista silenciós de la saga de jocs de trets en primera persona Half-Life. És un físic teòric que s'ha vist obligat a defensar-se contra aliens hostils i altres enemics després d'un experiment que va sortir malament.
Alguns fets coneguts sobre Freeman inclouen que té 27 anys i que és natural de Seattle, Washington, quan succeeixen els fets de Half-Life. Se sap també que no té descendència, (encara que a la seva taquilla apareix una misteriosa foto d'un bebè) i que està graduat en el MIT; havent guanyat un Ph.D en física teòrica. La seva tesi tractava sobre com teleportar objectes grossos per ones de radi a través de vidres d'elements molt pesants. Freeman va desenvolupar un interès molt primerenc per la física teòrica, en disciplines com la física quàntica i la relativitat. Després d'observar una sèrie d'experiments de teletransport desenvolupats per l'Institut de Física Experimental a Innsbruck, Àustria, les aplicacions del teletransport es van convertir en l'obsessió de Freeman.
Va començar una feina fora del sector educatiu, ja que se sentia decebut amb el lent ritme d'investigació en l'acadèmia. Per coincidència, el mentor de Freeman en el MIT, el Doctor Isaac Kleiner, havia rebut l'encàrrec d'una investigació secreta en el Centre d'Investigació i Desenvolupament de Black Mesa i estava buscant alguns socis. Freeman era una opció òbvia. Va acceptar la feina que li van oferir, esperant que almenys una part del gran pressupost es destinés a aplicacions civils de l'astrofísica i la computació quàntica.